# فتحي بن عيسى
فتحي مختار بن عيسى (03 فبراير 1971، طرابلس) صحفي وناشط ليبي، تولّى رئاسة تحرير صحيفة مال وأعمال، وبعد ثورة 17 فبراير أسس «صحيفة عروس البحر» لتكون أول صحيفة ورقية خاصة في طرابلس، سعى نظام القذافي للتقييد من حركة وحرية فتحي بن عيسى قبيل اندلاع ثورة فبراير بأن أصدر مذكرة تمنعه من دخول تونس. بن عيسى متزوج وله ولدين وبنتين، وهم حسب الترتيب: ماجد، مودة، معتز، بسمة.

## سيرته المهنية
- بدأ بن عيسى حياته الصحفية بتجربة مبكرة مع مجلة ماجد سنة 1982 كمندوب للمجلة في ليبيا.
- عمل مدرسا للقرآن فمديرا للمدسة القرآنية بمدرسة جامع بن ناجي القرآنية بطرابلس خلال الفترة من 1988 إلى 1998.
- عمل في إدارة التدريب بمركز آفاق للتدريب سنة 1992، وفي فريق التحليل بدار البرمجيات سنة 1994.
- ترأس تحرير مجلة الأسوة الحسنة خلال الفترة من 1998 إلى 2008.
- عمل مراسلاً لصحيفة ليبيا اليوم من 2008 إلى 2010.
- تولّى رئاسة اللجنة الإعلامية لمهرجان طرابلس للمديح النبوي من سنة 2004 إلى 2008.
- تولّى رئاسة تحرير صحيفة مال وأعمال من فبراير 2010 إلى فبراير 2011.
- ترأس تحرير صحيفة عروس البحر منذ أن قام بتأسيسها آواخر أغسطس [5] 2011.